# جيمس أرمسترونغ (سياسي كندي)
جيمس أرمسترونغ هو سياسي كندي، ولد في 1 مارس 1830 في كندا، وتوفي في 26 يناير 1893. حزبياً، نشط في الحزب الليبرالي الكندي. وقد انتخب عضو مجلس العموم الكندي.